# Chúng ta phải hạnh phúc
Chúng ta phải hạnh phúc là một bộ phim truyền hình được thực hiện bởi VIC Group do Đinh Thái Thụy làm đạo diễn. Phim phát sóng vào lúc 21h00 từ thứ 2 đến thứ 6 hàng tuần bắt đầu từ ngày 9 tháng 11 năm 2023 và kết thúc vào ngày 4 tháng 3 năm 2024 trên kênh VTV1.

## Nội dung
Chúng ta phải hạnh phúc xoay quanh hành trình của các thành viên trong nhóm Chuối hột: Hòa (Vĩnh Xương), Bình (Thanh Thức), Nguyệt (Đinh Y Nhung), Lê (Ngô Phương Anh) và Tam (Linh Sơn). Trong thế giới hiện đại đầy áp lực và bon chen, mỗi người đang đi trên con đường riêng của mình, theo đuổi sự nghiệp hoặc đối mặt với nhiều thách thức.
Chuyện phim bắt đầu từ một buổi họp lớp sau hơn 17 năm ra trường, nhóm bạn thân đã gặp lại nhau. Để bênh vực Tam "Tarzan" - một người bạn trong nhóm, bị kỳ thị vì mới ra tù, cả nhóm đã tách ra đi chơi riêng với nhau.
Sau gần 20 năm, giờ đây có thể ngồi bên nhau ôn chuyện cũ kể chuyện mới, nhóm bạn cảm thấy khoảnh khắc vui vẻ bên nhau thật là đáng quý, nên quyết định sẽ duy trì lịch gặp mặt nhau thường xuyên.

## Diễn viên

### Diễn viên chính
- Nguyễn Vĩnh Xương trong vai Hoà "già làng"[2]
- Thanh Thức trong vai Bình
- Đinh Y Nhung trong vai Nguyệt
- Ngô Phương Anh vai Lê "tồ"
- Linh Sơn trong vai Tam "Tarzan"

### Diễn viên phụ
- Ngọc Tưởng trong vai Nhật
- Mai Tâm Như trong  vai Kỳ
- Nguyễn Xuân Hiệp trong vai Hoài
- Sao Mai trong vai Hiền
- Lâm Mỹ Vân trong vai Liên
- Ngân Quỳnh trong vai Bà Hạ
- Đào Anh Tuấn trong vai Ông Bạc
- Đào Vân Anh trong vai Bà Tình

Cùng một số diễn viên khác...

## Sản xuất
Chúng ta phải hạnh phúc do Đinh Thái Thụy làm đạo diễn, kịch bản được thực hiện bởi nhóm biên kịch Thái Thụy. Đây là dự án đánh dấu sự trở lại của đạo diễn Đinh Thái Thụy sau Bão ngầm.
Vai chính lần lượt do Vĩnh Xương, Đinh Y Nhung, Ngô Phương Anh, Thanh Thức và Linh Sơn đảm nhận. Bộ phim còn có sự góp mặt của một số gương mặt từ phía Nam như Xuân Hiệp, Mai Tâm Như, Lâm Mỹ Vân, Lê Mạnh Phương,... 
Tác phẩm chính thức lên sóng VTV1 vào lúc 21h00 từ thứ 2 đến thứ 6 hàng tuần bắt đầu từ ngày 9 tháng 11 năm 2023, sau khi phần 1 của bộ phim Cuộc chiến không giới tuyến kết thúc.

## Nhạc phim
- Chúng ta phải hạnh phúc
Sáng tác: Văn Tứ Quý
Thể hiện: Đông Hải và Hồ Ngọc Giã

- Niềm hạnh phúc riêng mình
Sáng tác & thể hiện: Văn Tứ Quý

## Thay đổi lịch phát sóng
- Hoãn phát sóng vào ngày 12 tháng 12 để nhường sóng cho chương trình THTT Lễ khai mạc festival quốc tế ngành lúa gạo Việt Nam - Hậu Giang 2023, nên tập 24 phát sóng vào ngày 13 tháng 12.
- Hoãn phát sóng vào ngày 20 tháng 12 để nhường sóng cho chương trình THTT Lễ trao giải thường VinFuture mùa 3 - năm 2023, nên tập 29 phát sóng vào ngày 21 tháng 12.
- Hoãn phát sóng vào ngày 26 tháng 12 để nhường sóng cho chương trình THTT Festival Ninh Bình 2023, nên tập 32 phát sóng vào ngày 27 tháng 12.
- Hoãn phát sóng vào ngày 28 tháng 12 để nhường sóng cho chương trình THTT Kỷ niệm 60 năm Bác Hồ về thăm tỉnh Thái Nguyên.
- Hoãn phát sóng vào ngày 29 tháng 12 để nhường sóng cho chương trình THTT Dấu ấn 2023.
- Hoãn phát sóng vào ngày 1 tháng 1 để nhường sóng cho chương trình THTT Chào năm mới 2024 - Đa sắc, nên tập 33 phát sóng vào ngày 2 tháng 1 năm 2024.
- Hoãn phát sóng vào ngày 5 tháng 1 để nhường sóng cho chương trình THTT Lễ trao giải diên hồng lần thứ 2 - năm 2024, nên tập 36 phát sóng vào ngày 8 tháng 1.
- Hoãn phát sóng vào ngày 1 tháng 2 để nhường sóng cho chương trình THTT Lễ trao giải Búa Liềm vàng lần thứ 8 - năm 2024.
- Hoãn phát sóng vào ngày 2 tháng 2 để nhường sóng cho chương trình THTT Xuân quê hương, nên tập 54 phát sóng vào ngày 5 tháng 2.
- Hoãn phát sóng vào ngày 8 tháng 2 đến 14 tháng 2 để phát sóng chương trình dịp Tết Giáp Thìn, nên tập 57 phát sóng vào ngày 15 tháng 2.
- Hoãn phát sóng vào ngày 26 tháng 2 để nhường sóng cho chương trình THTT Lễ trao giải cuộc thi viết: Sự hy sinh thầm lặng, nên tập 64 phát sóng vào ngày 27 tháng 2.